# جوان كارول
جوان كارول (بالإنجليزية: Joan Carroll)‏ هي ممثلة أمريكية، ولدت في 18 يناير 1932 بباترسون في الولايات المتحدة، وتوفيت في 16 نوفمبر 2016 في المكسيك بسبب مرض. بدأت مشوارها المهني سنة 1937.

## أعمال

### أفلام
- (1945) أجراس القديسة مريم

## وصلات خارجية
- جوان كارول على موقع IMDb (الإنجليزية)
- جوان كارول على موقع ألو سيني (الفرنسية)
- جوان كارول على موقع ميوزك برينز (الإنجليزية)
- جوان كارول على موقع أول موفي (الإنجليزية)
- جوان كارول على موقع قاعدة بيانات برودواي على الإنترنت (الإنجليزية)
- جوان كارول على موقع قاعدة بيانات الأفلام السويدية (السويدية)
- جوان كارول على موقع ديسكوغز (الإنجليزية)
- جوان كارول على موقع قاعدة بيانات الفيلم (الإنجليزية)
- جوان كارول على موقع كينوبويسك (الروسية)